# Wilhelm Schellenberg (Generalmajor)
Gottlieb Ludwig Wilhelm Schellenberg (* 31. Mai 1819 in Rußheim; † 14. April 1879 in Freiburg im Breisgau) war ein großherzoglich badischer, später preußischer Generalmajor und Kommandant der Festung Rastatt.

## Leben

### Herkunft
Wilhelm war ein Sohn des Pfarrers Georg Wilhelm Schellenberg (1784–1858) und dessen Ehefrau Anna Maria Christina, geborene Arnold (* 1801). Sein Bruder Johann Friedrich Theodor Schellenberg (1821–1862) wurde Pfarrer.

### Militärkarriere
Schellenberg besuchte das Lyzeum in Karlsruhe, wo er bei seinem Onkel, dem Hauptmann der Artillerie Arnold lebte. Dieser förderte sein Interesse für die Waffe und daher trat Schellenberg nach seinem Abschluss am 1. April 1836 als Kanonier in die Artilleriebrigade der Badischen Armee ein. Nachdem er 1838 erfolgreich die Kriegsschule absolviert hatte, wurde er Portepeefähnrich und avancierte bis Mitte Oktober 1843 zum Oberleutnant. Er kam am 6. November 1843 als Lehrer an die Allgemeine Kriegsschule nach Karlsruhe und am 4. November 1844 zur Artillerie-Ausrüstungsdirektion zu der seiner Zeit in Bau befindlichen Festung nach Rastatt. Während der Badischen Revolution war er am 4. Juli 1849 zum Generalleutnant von Scharnhorst kommandiert und wirkte bei der Belagerung von Rastatt. Anschließend wurde Schellenberg am 16. Juli 1849 in Karlsruhe zunächst provisorischer Zeughausdirektor und am 13. August 1849 zum Direktor ernannt. Er kehrte am 7. Juli 1850 als Hauptmann und Batteriechef in den Felddienst zurück. Im Rahmen der badisch-preußischen Militärkonvention wurde er im Juli 1850 mit vier Batterien zu Ausbildungszwecken nach Prenzlau kommandiert.
Nach dem Abzug der preußischen Besatzungstruppen wurde Schellenberg am 17. November 1850 zum Artilleriedirektor der Bundesfestung Rastatt ernannt und vollendete in dieser Funktion die Artilleriebewaffnung der Anlagen. Im Jahr 1856 bekam er das Ritterkreuz des Ordens vom Zähringer Löwen. In Rastatt wurde er am 9. Mai 1858 zum Major und am 29. September 1860 zum Oberstleutnant befördert. Am 4. Februar 1864 wurde er zum Kommandeur des Festungs-Artilleriebataillons und am 17. Februar 1864 zu Mitglied des Artilleriekomitees ernannt. Er erhielt am 17. März 1866 den Charakter als Oberst und nahm im gleichen Jahr am Krieg gegen Preußen teil.
Nach dem Krieg erhielt er am 10. März 1868 sein Patent als Oberst und wurde am 17. März 1868 Kommandeur des Feldartillerie-Regiments sowie am 23. März 1868 zum Ehrenbürger von Rastatt ernannt. Durch einen Sturz von seinem Pferd zog Schellenberg sich am 13. Juni 1870 eine schwere Kopfverletzung zu, die ihn daran hinderte, mit einem Truppenkommando aktiv am Krieg gegen Frankreich teilzunehmen. Daher wurde er mit der Mobilmachung am 18. Juli 1870 zum Kommandanten der Festung Rastatt ernannt. Er erhielt am 1. April 1871 den Charakter als Generalmajor und am 30. Mai 1871 den Roten Adlerorden II. Klasse. Infolge von Überanstrengung wurde Schellenberg von einem schweren Leiden befallen und nahm daher zur Linderung zwei Kuren in Karlsbad.
Durch die Militärkonvention mit Preußen wurde Schellenberg am 15. Juli 1871 als Kommandant von Rastatt in die Preußische Armee übernommen. In dieser Eigenschaft erhielt er anlässlich des Ordensfestes im Januar 1875 das Eichenlaub zum Roten Adlerorden II. Klasse, bevor er am 22. Juli 1875 unter Verleihung des Kronen-Orden II. Klasse mit Stern mit Pension zur Disposition gestellt wurde. Er starb am 14. April 1879 in Freiburg im Breisgau.
Er war mit Maria Trötzschler verheiratet.